# Christian Ejlers
Christian Ejlers (født 24. Februar 1935) er en dansk jurist og forlægger. Han blev uddannet cand.jur. i 1961 og blev 1962 ansat på Gyldendal. I 1967 stiftede han Christian Ejlers' Forlag, der bestod indtil 2008. Forlaget blev kendt for udsøgte bøger om kunst og arkitektur.